# Volpe Nera (personaggio)
Volpe Nera è un personaggio dei fumetti pubblicati dalla Marvel Comics, è un anziano ladro gentiluomo.

## Biografia

### Un ladro in pensione
Alla sua prima apparizione, Volpe Nera, in cerca di soldi facili per finanziare il suo ritiro dal crimine, è catturato dal Fantasma Rosso e dalle sue scimmie; scopo del criminale russo è sfruttare l'attempato scassinatore per procurarsi i fondi necessari a finanziare la costruzione di un apparecchio che aumenti i suoi poteri. Costretto suo malgrado ad obbedire, Volpe Nera tenta di rapinare una gioielleria ma i tre quadrumani che lo scortano fanno scattare l'allarme richiamando la polizia e l'Uomo Ragno; mentre i primati fuggono, Spidey interroga lo spaventato vecchietto e si fa indicare il covo del suo mandante. Tempo dopo, la polizia pizzica Volpe Nera mentre cerca di piazzare dei gioielli presso un amico ricettatore, il ladro riesce a fuggire, sebbene tallonato dagli sbirri e dagli uomini al servizio di Silver Sable, grazie all'incauto intervento dell'Uomo Ragno; scoperto il malinteso, Spidey si getta a sua volta all'inseguimento e, dopo aver salvato il canuto delinquente dall'attacco del Branco Selvaggio, recupera la refurtiva ma lascia libero Volpe Nera, dopo che questi gli racconta una storia strappalacrime sul perché è costretto a rubare. Successivamente, l'anziano ladro cerca di riallacciare i rapporti con il suo vecchio amico ricettatore, l'uomo però rifiuta di fare affari con lui giustificandosi con la necessità di tenere un basso profilo per qualche tempo; dopo un grosso colpo ai danni di un'ambasciata, Volpe Nera torna da lui per cercare di convincerlo ad acquistare la refurtiva ma entrando nel suo appartamento trova il suo cadavere in un lago di sangue. Mentre fugge dalla scena del crimine, l'attempato criminale è attaccato da Chance, reale responsabile dell'omicidio, ma riesce a scappare grazie all'intervento di Spidey che lo stava seguendo; raggiunto un altro ricettatore cerca di vendergli gli oggetti rubati, questi però avvisa Chance che accorre sul luogo, fortunatamente l'Uomo Ragno interviene di nuovo e permette a Volpe Nera di defilarsi.

### Ritiro in California
Trasferitosi sulla Costa Ovest, Volpe Nera prende possesso di una villa temporaneamente sfitta, il suo piano è usarla come base per rubare il prezioso Calice di Valencia; durante il furto, Peter Parker, in tour per promuovere il proprio libro di foto, scorge il vecchio antagonista e cerca inutilmente di fermarlo, con il Calice in suo possesso il ladro gentiluomo è pronto a fuggire ma si trova la via sbarrata da Prowler. Volpe Nera riesce a fuggire alle grinfie del vigilante che si allea con Spidey per recuperare il maltolto, l'insolito duo acciuffa il criminale ai docks di Long Beach e si riappropria del Calice, sorprendentemente, il Tessiragnatele decide ancora una volta di rilasciare Volpe Nera dopo che questi ha giurato sulla tomba di sua madre che d'ora in poi righerà dritto.

### Ritorno a New York
Tornato nella Grande Mela, Volpe Nera penetra in un lussuoso attico da usare come base d'appoggio, il suo obbiettivo stavolta è il preziosissimo Diamante Trask; durante il furto però lo sfortunato ladro è riconosciuto da Peter, sul luogo per un reportage per conto del Daily Bugle, e nonostante riesca a fuggire con l'enorme pietra l'Arrampicamuri gli applica una ragno-spia per poterlo rintracciare; raggiunto il delinquente presso il punto d'incontro con il mandante del furto, Spidey blocca la trattativa e cattura Volpe Nera ma prima di poterlo consegnare alla polizia è fermato dal Dottor Destino. Il Monarca di Latveria vuole riappropriarsi di uno smeraldo appartenuto a sua madre che l'anziano ladro ha rubato per finanziare il furto del Diamante Trask, mentre Volpe Nera fugge, l'Uomo Ragno ottiene da Destino una tregua di ventiquattro ore per ritrovare la gemma; il ladro e l'eroe si incontrano alla tenuta Carpathian, il cui proprietario è l'acquirente dell'antica pietra, e si alleano per recuperarla, dopo una dura lotta riescono a restituire il maltolto al legittimo possessore e, nonostante le solite suppliche, stavolta Spidey scorta il furbo vecchietto in prigione. In seguito, Volpe Nera tenta di penetrare nell'Ambasciata di Simkaria ma è fermato dalla giovane nipote di Silver Sable, Anna; successivamente, ruba alla Gatta Nera un gioiello che l'ex ladra aveva tenuto come ricordo della sua carriera.

### Un amico incorreggibile
Dopo queste peripezie, Volpe Nera è derubato dal nuovo Ant-Man, Eric O'Grady, con il quale in seguito stringe una lucrosa collaborazione. I due diventano amici e quando Eric è catturato dallo S.H.I.E.L.D. e da Iron Man l'anziano ladro cerca di salvarlo, tuttavia, il minuscolo vigilante rifiuta l'aiuto e lascia che il suo compagno sia arrestato. Volpe Nera è detenuto all'interno dell'Eliveivolo dal quale riesce a fuggire grazie all'aiuto di O'Grady che si sentiva in colpa per la sua cattura. In seguito, il canuto furfante, si sdebiterà offrendo a Eric informazioni sull'organizzazione terroristica A.I.M..

## Poteri e abilità
Volpe Nera è un ottimo atleta, agile ma scarsamente dotato nel combattimento corpo a corpo, preferisce spesso la fuga all'attacco. È dotato di numerosi gadget che lo aiutano nelle sue imprese.